# Borat (film)
Vous lisez un « bon article » labellisé en 2009.
Cet article concerne le film. Pour le personnage de fiction, voir Borat.
Série
Borat, nouvelle mission filmée
(2020)
Pour plus de détails, voir Fiche technique et Distribution.
Borat : Leçons culturelles sur l'Amérique au profit glorieuse nation Kazakhstan (Borat: Cultural learnings of America for Make Benefit Glorious Nation of Kazahkstan), ou simplement Borat, est un faux documentaire parodique américano-britannique réalisé par Larry Charles et sorti en 2006.
Distribué par la 20th Century Fox, il a été écrit, produit, et joué par l'acteur britannique Sacha Baron Cohen, qui avait développé le personnage principal, Borat Sagdiyev, au travers de ses sketches. C'est le deuxième film centré sur un des personnages créés par Cohen dans son émission de télévision Da Ali G Show après Ali G sorti en 2002.
Malgré une sortie d'ampleur réduite aux États-Unis, le film a été un franc succès commercial, mais aussi critique. Sacha Baron Cohen a remporté le Golden Globe 2007 du meilleur acteur dans un film musical ou une comédie et était proposé dans la catégorie du meilleur film. Borat était aussi proposé à la 79e cérémonie des Oscars pour la meilleure adaptation.
Le film fut entouré de controverses dès le début de son tournage. Son personnage principal fut dénoncé pour son caractère homophobe, sexiste et antisémite (bien que Larry Charles, le réalisateur, de même que Sacha Baron Cohen, soient juifs). Certains ont également considéré ce film comme étant xénophobe, dépeignant le Kazakhstan comme arriéré et barbare. Le film créa presque un incident diplomatique avec Noursoultan Nazarbayev, président du Kazakhstan. Le film a également été censuré dans le monde arabe à l'exception notable du Liban. Le comité de censure russe n'a pas certifié le film, sans pouvoir le censurer, empêchant ainsi sa diffusion dans les salles de cinéma.

## Synopsis

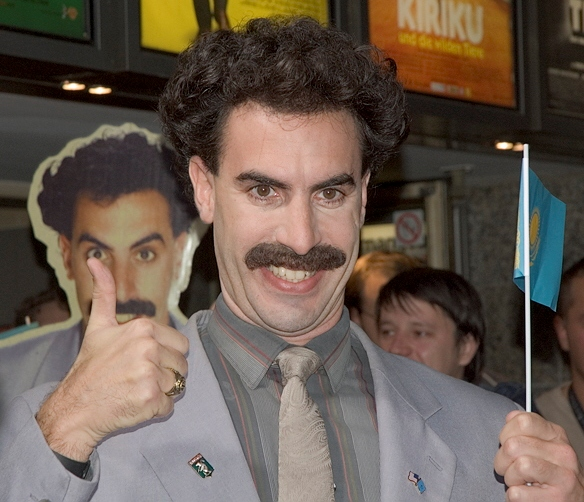
Borat (Sacha Baron Cohen) lors de l'avant-première de Borat, leçons culturelles sur l'Amérique au profit glorieuse nation Kazakhstan à Cologne.

Borat Sagdiyev est un reporter kazakh vivant dans la petite ville de Kuçzek. Le ministère de l'Information de son pays l'envoie aux États-Unis pour prendre des leçons et améliorer le niveau de vie du Kazakhstan. De fait, la plus grande partie du film est constituée d'entretiens entre Borat et des Américains. Il part avec son producteur, Azamat Bagatov, et son poulet domestique.
À son arrivée à New York, Borat tente tant bien que mal de nouer des contacts avec les passants, tout en satisfaisant ses besoins naturels en pleine rue et en voulant acheter les jeunes filles qui lui plaisent. Il rencontre tout d'abord un professeur d'humour, et a du mal à saisir le concept des blagues sur les belles-mères (qui, selon lui, impliquent forcément le sexe). Un soir dans sa chambre d'hôtel, il regarde un épisode de la série Alerte à Malibu et tombe amoureux de Pamela Anderson. Lors d'une rencontre avec des féministes (auxquelles il tente d'apprendre les récentes découvertes du savant d'État, le docteur Yamak, selon lesquelles la femme a un plus petit cerveau que l'homme), il apprend que l'actrice vit en Californie. Peu après, il reçoit un télégramme lui apprenant que son épouse a été tuée par un ours.
Délivré des vœux, il convainc Azamat de partir à Los Angeles, après lui avoir expliqué qu'on y trouvait « Pearl Harbor et le Texas ». Cependant, Azamat craignant un nouvel attentat (il croit que ceux du 11 septembre 2001 ont été organisés par les Juifs) refuse de prendre l'avion. Borat passe donc tant bien que mal son permis de conduire puis achète une camionnette de marchand de glaces (après avoir cherché en vain une voiture pourvue d'un « aimant à gonzesse »). La première étape de son périple est Washington DC, demeure du « grand chef de guerre Bush Ier ». Il rencontre la marche des fiertés et deux politiciens (Bob Barr et Alan Keyes).
Borat participe ensuite à une émission télévisée où il se fait particulièrement remarquer durant le bulletin météo, puis part chanter dans un rodéo. Après avoir excité la foule en soutenant la guerre d'Irak dans un discours enflammé, il se met à chanter l'hymne national kazakh sur l'air de l'hymne américain, créant une émeute.
Sur la route, il tombe sur une brocante qu'il croit être un camp de gitans à qui il veut prendre des larmes pour servir de porte-bonheur. Il y trouve un magazine consacré à Alerte à Malibu, qu'il vole et conserve comme une relique.
Borat et son producteur s'arrêtent également dans un bed and breakfast tenu par des Juifs, dont ils tentent de s'échapper par crainte d'être tués. Ils tentent alors sans succès d'acheter une arme, mais réussissent par contre à acheter une ourse qu'ils nomment Oksana (comme la femme de Borat).
Borat prend ensuite des leçons de savoir-vivre puis assiste à un dîner au cours duquel il choque à plusieurs reprises l'assistance en apportant à table un sachet contenant ses excréments, et en invitant une prostituée, Luenell, pour le dessert. En voulant acheter un cadeau pour Pamela, il détruit en grande partie un magasin d'antiquités et tente de les rembourser avec des poils pubiens.
Un soir alors qu'il sort de son bain, Borat surprend Azamat en train de se masturber devant une photographie de Pamela. Ils se lancent dans un combat acharné, puis se poursuivent complètement nus, Borat brandissant un poing en plastique, dans les couloirs de leur hôtel pour finir au milieu d'une conférence. Le lendemain, Azamat part en emportant le passeport de Borat. À court d'essence, celui-ci est pris en stop par le camping-car d'une fraternité étudiante de Caroline du Sud. Après avoir arrosé leur rencontre, ils regardent un film pornographique mettant en scène Pamela Anderson. Borat, qui la croyait vierge, est atterré.
Il finit par s'endormir devant une église pentecôtiste et se réveille durant une cérémonie au cours de laquelle Chip Pickering (représentant du Congrès des États-Unis) et James W. Smith Jr. (juge de la Cour suprême des États-Unis) lui apprennent à pardonner. Avec ces « amis de ce monsieur Jésus », il réussit à atteindre Los Angeles où il retrouve Azamat déguisé en Oliver Hardy (Borat croit qu'il est déguisé en Adolf Hitler). Ils se réconcilient, et Azamat montre à Borat le dossier qu'il a préparé au sujet de Pamela Anderson. Celle-ci doit signer des autographes dans un Virgin Megastore.
Borat s'y présente donc avec son « sac de mariage » et tente de l'enlever, mais il se fait maîtriser par les gardes du corps de la vedette. Il retrouve finalement Luenell et rentre au Kazakhstan.
Plusieurs mois plus tard, son village a bien évolué : il a converti ses habitants au christianisme (ils crucifient les Juifs au lieu de les poursuivre), et y a introduit les nouvelles technologies (lecteurs de DVD et télévisions LCD).

## Fiche technique
Sauf mention contraire, cette fiche technique est établie à partir d'IMDb.
- Titre original : Borat: Cultural Learnings of America for Make Benefit Glorious Nation of Kazakhstan
- Titre français : Borat : Leçons culturelles sur l'Amérique au profit glorieuse nation Kazakhstan
- Réalisation : Larry Charles
- Scénario : Sacha Baron Cohen, Anthony Hines, Peter Baynham et Dan Mazer, d'après une histoire originale de Sacha Baron Cohen, Anthony Hines, Peter Baynham et Todd Phillips
- Musique : Erran Baron Cohen (en)
- Direction artistique : David Maturana
- Costumes : Jason Alper
- Photographie : Anthony Hardwick et Luke Geissbuhler
- Montage : Peter Teschner et Craig Alpert
- Production : Sacha Baron Cohen et Jay Roach ; Peter Baynham (coproduction) ; Monica Levinson et Dan Mazer (exécutive)
- Sociétés de production : 20th Century Fox
- Budget : 18 000 000 $
- Pays de production :  États-Unis /  Royaume-Uni
- Langues originales : anglais, arménien, hébreu
- Genre : comédie, faux documentaire
- Durée : 80 minutes
- Dates de sortie :
  - États-Unis : 3 novembre 2006
  - France : 15 novembre 2006

## Distribution
Sauf mention contraire, cette fiche technique est établie à partir d'IMDb.
- Sacha Baron Cohen (VF : Cyrus Atory) : Borat Sagdiyev
- Ken Davitian : Azamat Bagatov
- Pamela Anderson (VF : Delphine Rich) : elle-même
- Luenell Campbell : Luenell, la prostituée

## Production
Borat est un « faux documentaire » de type parodique caricaturant le Kazakh lambda et son pays. Le Kazakhstan est ainsi dépeint comme un pays assoiffé d'american way of life et totalement sous-développé. À moins de cinquante ans, la mère de Borat est la doyenne de son village, le mécanicien automobile est aussi avorteur, les voitures sont tirées par des chevaux et Borat prend des bains de soleil près des égouts.
La grande majorité des scènes n'ont pas été écrites, et les personnages filmés ne sont pas des acteurs, à l'exception de Borat, Azamat, Luenell la prostituée, et Pamela Anderson,. La scène de l'antiquaire a été écrite avant, Cohen redoutant de casser des objets de valeur historique. Le générique cite également un naked fight coordinator (chorégraphe du combat nu). Le tournage est presque terminé en janvier 2005 quand Cohen crée une émeute durant la scène du rodéo. Au total, la police a été appelée 91 fois au cours du tournage. Dans une interview, Sacha Baron Cohen a déclaré que 400 heures de film ont été tournées. Les participants non professionnels dans le film ont dû signer un contrat stipulant qu'ils ne poursuivraient pas la production en justice.
Aucun personnage du film ne parle kazakh. Sacha Baron Cohen parle hébreu, et l'acteur américain d'origine arménienne Ken Davitian parle en arménien tout au long du film. Les textes du film utilisent l'alphabet cyrillique russe, mais les mots écrits ne veulent rien dire. Les noms de certains lieux sont même écrits en lettres latines inversées. En revanche, les expressions utilisées par Borat sont un mélange de diverses langues slaves existantes. Ainsi, « yakshemash » peut être du Tchèque « jak se máš? » (« Comment vas-tu ? »)[réf. nécessaire]. Ou du Polonais "jak się masz?". Avant l'interview des féministes, il dit ainsi "dzień dobry" (pl) et non "dobrý den" (cz). Les remerciements quant à eux se prononcent quasiment à l'identique dans les deux langues. Enfin, lorsqu'il tente de calmer sa vache et sa poule, il dit « tysché », très proche de l'expression russe « тихий » signifiant « calme ! ».
Pour ce qui est du générique, si l'hymne national kazakh est en réalité une parodie composée par Erran Baron Cohen (le frère de Sacha), les images sont des publicités estoniennes des années 1980. On y voit également Ilham Aliev, président en exercice de l'Azerbaïdjan. Le thème censé être un chant traditionnel kazakh qu'on entend fréquemment dans le film, est en réalité le début a cappella du thème Ederlezi écrit par Goran Bregović pour le film Le Temps des Gitans. La bande originale réutilise également des thèmes composés par Bregović pour  Arizona Dream et La Reine Margot, et par Gabriel Yared pour Le Patient anglais.

## Accueil

### Sortie

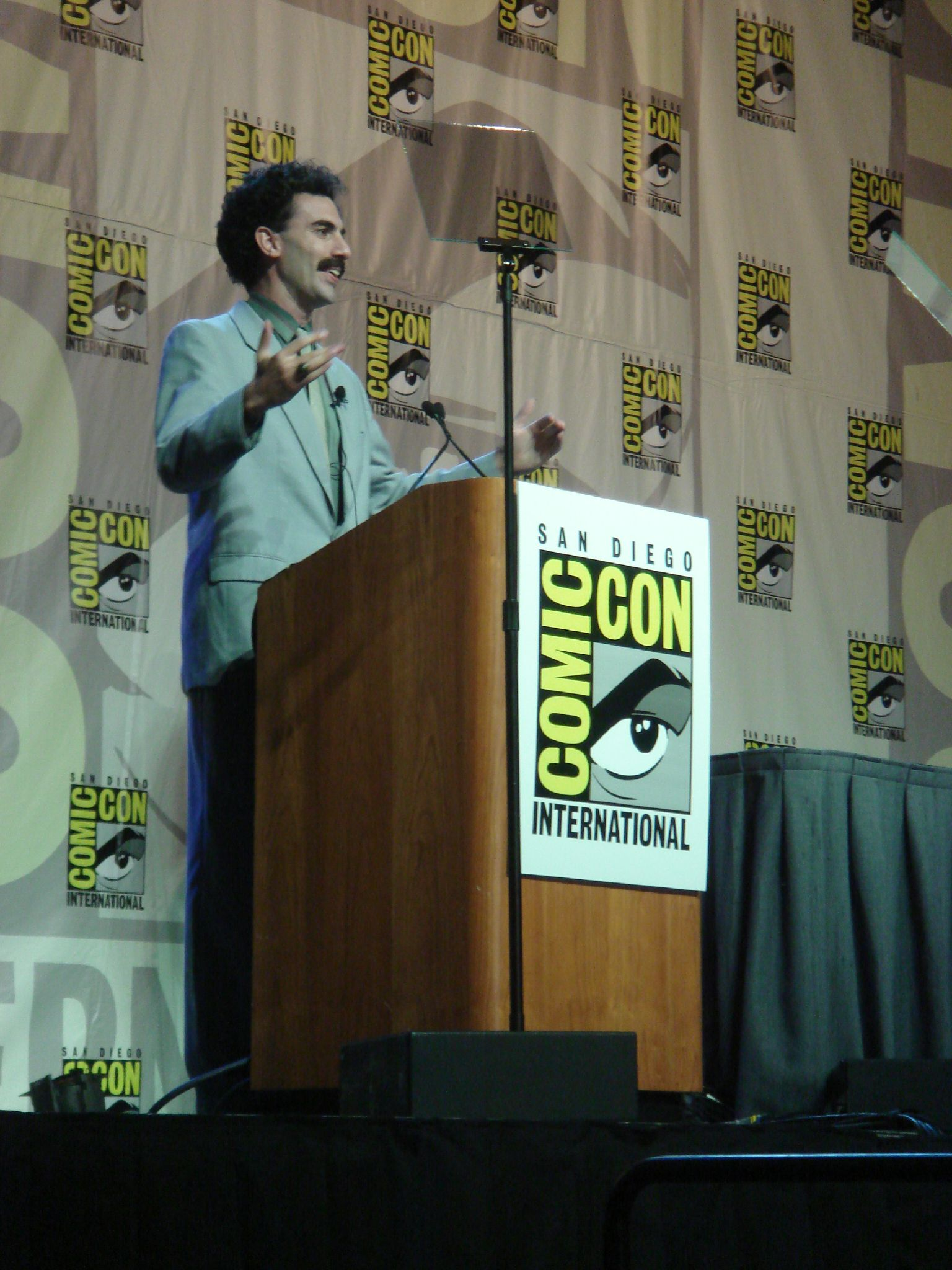
Sacha Baron Cohen au Comic Con 2006

Borat a été pour la première fois présenté durant le Comic-Con de San Diego le 21 juillet 2006. La première projection payante a eu lieu durant le Festival du Film de Transverse City de 2006 et le film y a remporté une récompense.
Le lancement officiel du film s'est fait à Toronto le 7 septembre 2006 au théâtre de l'Université Ryerson durant le Festival international du film de Toronto. Sacha Baron Cohen est arrivé déguisé en Borat. Un incident est survenu en cours de projection ; pour faire patienter l'audience, l'acteur a fait quelques sketches improvisés sur scène (concluant en disant : « encore un coup des Juifs ! »), puis la projection a été repoussée au lendemain. Dustin Hoffman y a assisté.
Fin octobre 2006, la 20th Century Fox a abaissé le nombre de salles de 2 000 à 800. Cette décision surprenante n'a pas empêché le film d'être premier au box office, battant Souris City et Super Noël 3 : Méga Givré sortis la même semaine. Pour la deuxième semaine de projection américaine, la Fox a engrangé un total de 68 millions de dollars de recettes. Le 26 novembre 2006, le film est passé de la troisième à la cinquième place avec un total de 109,3 millions de dollars de recettes à cette date. Le film bat également Star Wars, épisode III : La Revanche des Sith, Pirates des Caraïbes : Le Secret du coffre maudit et Spider Man sur son premier week-end d'exploitation.
En France, le film atteint la troisième place lors de sa première semaine de diffusion. Il est battu par Prête-moi ta main et Ne le dis à personne, mais dépasse Le Dahlia Noir et Le Concile de pierre, avec 353 997 entrées.
En Israël, une proposition d'affiche représentant Borat en bikini à bretelles « mankini » a été rejetée par la société de publicité du film en faveur d'une affiche le montrant dans son costume habituel.

### Accueil critique
Aux États-Unis comme en France, l'accueil critique a été globalement très positif. Ainsi, l'Express parle d'« une œuvre subversive d'anthropologue averti », Libération d'un « redoutable et hilarant road-movie documentaire » et Télérama considère que « cela s'appelle du grand art ». Le site britannique Rotten Tomatoes lui donne une moyenne de 91 % pour 210 critiques. Metacritic lui donne pour sa part un score de 89, les notes allant de 50 à 100.
Cependant, certains critiques ont détesté le film. Ainsi, Joe Queenan considère que Sacha Baron Cohen n'est qu'un « odieux bouffon » (« odious twit »). En France, le Figaro parle de « gaudriole lourde et grasse », et L'Humanité parle d'une « grasse bouffonnerie » humiliant les pays du Tiers-monde.

### Distinctions

#### Récompense
- Festival de Quend du film grolandais 2006 : Amphore d'or

#### Nominations
- Oscars 2007 : Oscar de la meilleure adaptation[32].
- Golden Globes 2007 : Meilleur film musical ou comédie[33]

## Controverses

### Critiques de la part du Kazakhstan
Le président Noursoultan Nazarbayev a demandé, lors de sa visite à la Maison-Blanche, d'évoquer le « problème Borat » avec le président George W. Bush. La production du film a aussi utilisé les critiques officielles kazakhes comme moyen de promotion. Ainsi, face à la campagne menée par le Kazakhstan pour contrer « l'effet Borat », Sacha Baron Cohen a répondu en faisant un discours en tant que Borat devant la Maison-Blanche, où il a dénoncé cette campagne comme la propagande des « diaboliques imbéciles » ouzbèques (dans le film, l'Ouzbékistan est le principal ennemi du Kazakhstan). Le film n'a cependant pas été interdit dans le pays mais grandement désapprouvé. De fait, Gemini Films a accepté de ne pas le distribuer dans le pays.
Cependant, si le film égratigne l'image du Kazakhstan, ce sont surtout les États-Unis qui subissent les plus fortes critiques. Aussi, le magazine kazakh Karavan considère Borat comme « le meilleur film de l'année ». Le journaliste Andrei Shukhov ajoute que « ce n'est pas un film anti-kazakh, anti-roumain ou antisémite... C'est un film terriblement anti-américain ! ». L'écrivain kazakh Sapabek Asip-uly a même demandé à ce qu'une récompense soit décernée au film car « Borat a réussi à faire naître une immense vague d'intérêt mondiale pour le Kazakhstan ». En réponse, le gouvernement kazakh aurait investi 40 millions de dollars pour le film Nomad, racontant la lutte des Kazakhs contre les invasions mongoles. Après la sortie du film, le président du Kazakhstan est revenu sur sa position, apportant son soutien au film pour avoir accru la renommée de son pays. De plus, le nombre de DVD commandés au Kazakhstan est énorme, selon Amazon. Paradoxalement, le village d'origine de Borat n'a pas été filmé au Kazakhstan mais en Roumanie.

### Accusations de racisme
Le Centre européen de recherche sur l'antitziganisme, qui travaille contre les attaques perpétrées à l'encontre des Roms, a engagé une procédure en Allemagne contre Borat pour l'utilisation régulière du terme « gitan » (gypsies) dans le film. En effet, lorsqu'il tente d'acheter une voiture, Borat demande au vendeur à quelle vitesse il doit rouler pour être sûr de tuer les gitans qu'il écrase. La plainte accusait le film de diffamation et d'incitation à la violence contre un groupe ethnique. Finalement, la 20th Century Fox a fait retirer les propos diffamatoires des bandes-annonce allemandes du film et de son site officiel.
Borat a également été attaqué avant même sa réalisation par l'Anti-Defamation League. L'ADL a ainsi fait une déclaration sur le problème posé par le caractère antisémite du personnage. Sacha Baron Cohen a répondu à cela que, étant lui-même Juif pratiquant, il considérait le personnage de Borat comme un moyen de dénoncer l'antisémitisme dont font preuve certains. L'ADL répondit en considérant que, si les positions de Cohen étaient claires, il n'est pas sûr pour autant que les spectateurs seraient à même de comprendre la plaisanterie. De plus, dans Da Ali G Show, Borat interprétait une chanson censée être très populaire au Kazakhstan, « In My Country There Is Problem » dont le refrain est « Throw the Jew Down the Well » qui apparaît dans les bonus du DVD. L'ADL avait envoyé une lettre à Cohen allant dans le même sens que celle envoyée avant le film.

### Utilisation accidentelle de son hymne national parodique
En mars 2012, l'hymne national parodique de la bande originale du film (en), qui acclame le Kazakhstan pour ses exportations de potassium de haute qualité et ses deuxièmes prostituées les plus propres de la région, a été joué par erreur durant la remise de médaille de "The Amir of Kuwait International Shooting Grand Prix". La médaillée d'or Mariya Dmitriyenko (en), se tenait sur l'estrade pendant que la parodie entière était jouée. L'équipe s'est plainte et la cérémonie de remise des prix a été reconstituée. L'incident a apparemment résulté du téléchargement d'une mauvaise chanson sur Internet.

### Censure
Le film a été censuré dans tout le monde arabe à l'exception du Liban. Le censeur de Dubaï Yousuf Abdul Hamid a qualifié le film de « mauvais, grossier et complètement ridicule ». Il a ajouté que ses collègues et lui-même étaient sortis avant la fin et que seule une demi-heure du film pourrait être projetée si l'on enlevait tous les passages offensants.
En Russie, l'Agence fédérale de la culture et de la cinématographie a refusé de donner son aval au film sans pouvoir le censurer (seule une décision de justice peut censurer un film en Russie). Le film n'a pu être projeté dans les salles de cinéma.

### Poursuite de la part des acteurs non professionnels

#### Commentaires des participants
Avant le tournage, tous les participants ont dû signer un document prévoyant qu'ils n'intenteraient pas de poursuites contre les réalisateurs pour diffamation ou fraude. De plus, un message à la fin du générique dit qu'« aucune personne réelle représentée ou apparaissant dans le film ne soutient ou ne répond de son contenu ».
Après la sortie du film, une productrice de WAPT-TV à Jackson dans le Mississippi, Dharma Arthur, a écrit une lettre à Newsweek disant que l'apparition de Borat dans son émission lui avait coûté son poste. « À cause de lui, mon patron a perdu confiance dans mes capacités et surveillait tout ce que je faisais après ça… Quelle honte qu'un homme qui laisse tant de malheurs derrière lui soit considéré comme un génial comique. » Elle a cependant également déclaré qu'elle avait quitté la chaîne d'elle-même.
Bobby Rowe, le producteur du rodéo de Salem (Virginie) au cours duquel Borat crée une émeute, a raconté comment il avait été contacté « des mois » avant l'événement par « une compagnie cinématographique américaine, basée en Californie, qui disait réaliser un documentaire sur un immigrant russe ». Il lui avait permis de chanter l'hymne national américain après le lui avoir fait écouter sur une cassette. Cependant, malgré certains propos véhéments contre les homosexuels (il dit clairement qu'il faudrait les pendre) et les musulmans, qu'il assimile à des terroristes, il ne s'inquiète pas de l'image que le film donne de lui.
Les informations divergent au sujet de la scène où Borat et Azamat s'échappent d'un bed and breakfast tenu par un couple de Juifs. Selon le journal The Sun, Miriam et Joseph Behar (les hôtes) auraient trouvé la scène « très insultante ». Cependant, le magazine en ligne Salon les cite d'une tout autre manière. Ils y disent que le film est « remarquable », que Sacha Baron Cohen était « très gentil et poli » et que c'est « un génie ». The Boston Globe publia également une interview du couple qui considère que le film est « plus anti-musulman qu'antisémite », et que ce ne sont pas eux qui sont ridicules dans la scène mais Borat lui-même.

#### Poursuites de la part des participants
Deux étudiants de l'université de la Caroline du Sud (que l'on voit prendre Borat en auto-stop), Justin Seay et Christopher Rotunda, ont intenté un procès contre Borat,. Ils plaidèrent avoir fait l'objet de manipulations : leur consentement leur aurait été extorqué alors qu'ils étaient en état d'ivresse. Ils furent déboutés en février 2007. Ils tentèrent aussi de faire annuler la sortie du DVD, ce qui leur fut refusé. Un homme s'est également plaint pour être apparu dans une scène coupée diffusée sur Internet le montrant dans les toilettes d'un restaurant avec Borat, ce dernier se moquant de ses parties génitales.
La chanteuse rom Esma Redžepova a également poursuivi l'équipe du film pour avoir utilisé sa chanson Chaje Šukarije sans permission. Les habitants du village de Glod, dans le județ de Dâmbovița en Roumanie, où ont été tournées les scènes figurant le village de Borat, ont porté plainte, considérant que le film les faisait passer pour des imbéciles incivilisés. Ils se plaignent également de leurs salaires trop bas. Ils demandaient 38 millions de dollars, mais le juge Loretta Preska a considéré, en décembre 2006, que les charges étaient trop vagues.

## Produits dérivés
Borat est sorti en DVD le 6 mars 2007 aux États-Unis. Initialement prévu en France en mai, le DVD ne sort finalement que le 1er août 2007. Il présente des menus censés être conçus de façon artisanale, mélangeant des images instables censées être projetées sur une machine défectueuse, des inscriptions en simili-russe et des textes en français approximatif. Il propose huit scènes coupées et un reportage sur la promotion du film.
Le DVD s'est écoulé à 3 971 007 copies, rapportant 62 567 857 $.

## Suite
En 2020, une suite, Borat 2, sort sur Prime Video.